# Артёмов, Николай Михайлович (юрист)
Николай Михайлович Артёмов  (род. 4 апреля 1958, Домодедово, Московская область) — российский правовед, доктор юридических наук, заслуженный юрист Российской Федерации (2020), почётный работник высшего профессионального образования Российской Федерации, профессор, заместитель заведующего кафедрой финансового права в Московском государственном юридическом университете имени О. Е. Кутафина (МГЮА).

## Биография
Выпускник юридического факультета Московского государственного университета имени М. В. Ломоносова (год выпуска 1980; квалификация юрист); в 1984 году защитил кандидатскую диссертацию по теме «Государственный кредит в СССР» на кафедре административного и финансового права МГУ им. М. В. Ломоносова; Решением Совета МГУ им. М. В. Ломоносова 28.09.1984 г. присуждена ученая степень кандидата юридических наук; Решением комитета СССР по народному образованию 27.09.1990 г. присвоено ученое звание доцента по кафедре советского административного и финансового права; в 2002 году защитил докторскую диссертацию по теме: «Валютное регулирование в РФ»; 24.01.2003 года Решением Высшей аттестационной комиссии присуждена ученая степень доктора юридических наук; Решением Министерства образования Российской Федерации 20 июля 2005 г присвоено ученое звание профессора по кафедре финансового права и бухгалтерского учёта.
С 1983 — по настоящее время работает в Московском государственном юридическом университете имени О. Е. Кутафина (МГЮА), прошёл трудовой путь от ассистента кафедры до профессора, заместителя заведующего кафедрой финансового права, Председателя профсоюзной организации Московского государственного юридического университета имени О. Е. Кутафина (МГЮА). Читает курсы «Финансовое право» и «Финансово-правовое регулирование внешнеэкономической деятельности».
Сфера научных интересов — денежное обращение и валютное регулирование, актуальные проблемы совершенствования и развития финансового права России. Подготовил трёх докторов юридических наук и более тридцати кандидатов юридических наук.
Член редакционной коллегии журналов «Банковское право» и «Налоги и налогообложение»;
Написано и издано — самостоятельно и в соавторстве — более 70 научных трудов по различным проблемам финансового права, в том числе:
- Учебники «Финансово-правовое регулирование внешнеэкономической деятельности», «Финансовое право» (главы, посвященные финансовым правоотношениям, правовым основам гос. кредита, правовым основам валютного регулирования), «Налоговое право», «Экономическое право Российской Федерации»
- Монографии «Денежное право», «Денежно-кредитная политика как составная часть финансовой политики государства (финансово-правовой аспект)», «Региональное финансовое право».
- Учебные пособия «Правовое регулирование неналоговых доходов бюджетов», «Налоговое право в вопросах и ответах», «Финансовое право в вопросах и ответах», Комментарий к Бюджетному Кодексу Российской Федерации] (постатейный).

Удостоен благодарности Президента Российской Федерации за заслуги в развитии юридических наук и подготовке квалифицированных специалистов от 05.12.2016 г.